# Cornetu (gmina)
Cornetu – gmina w południowo-zachodniej części okręgu Ilfov w Rumunii. W skład gminy wchodzą wsie: Buda i Cornetu. W 2011 roku liczyła 6324 mieszkańców.